# گاسپار هرناندز
گاسپار هرناندز (به لاتین: Gaspar Hernández) یک منطقهٔ مسکونی در جمهوری دومینیکن است که در استان اسپاییات واقع شده‌است. گاسپار هرناندز ۳۶۶٫۱۸ کیلومتر مربع مساحت و ۵۷٬۳۰۲ نفر جمعیت دارد و ۱۰ متر بالاتر از سطح دریا واقع شده‌است.